# (1044) Teutonia

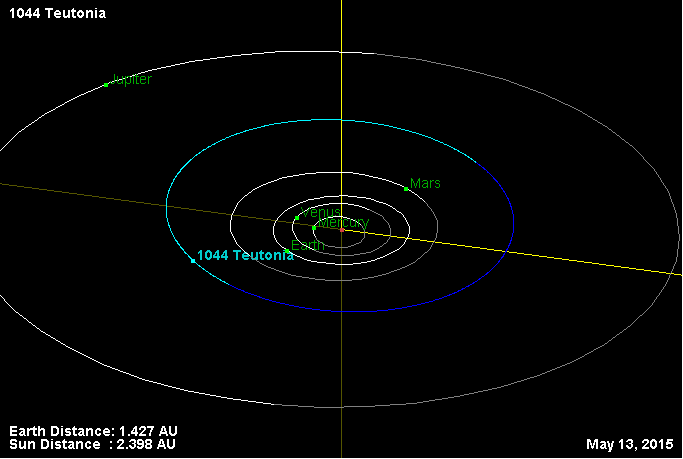
Obraz przedstawiający położenie w układzie słonecznym

(1044) Teutonia – planetoida z pasa głównego asteroid okrążająca Słońce w ciągu 4 lat i 49 dni w średniej odległości 2,57 au. Została odkryta 10 maja 1924 roku w Landessternwarte Heidelberg-Königstuhl w Heidelbergu przez Karla Reinmutha. Nazwa planetoidy pochodzi od Teutonów, ludu germańskiego. Nazwa planetoidy została nadana przez Gustava Stracke. Przed jej nadaniem planetoida nosiła oznaczenie tymczasowe (1044) 1924 RO.